# 아도니스

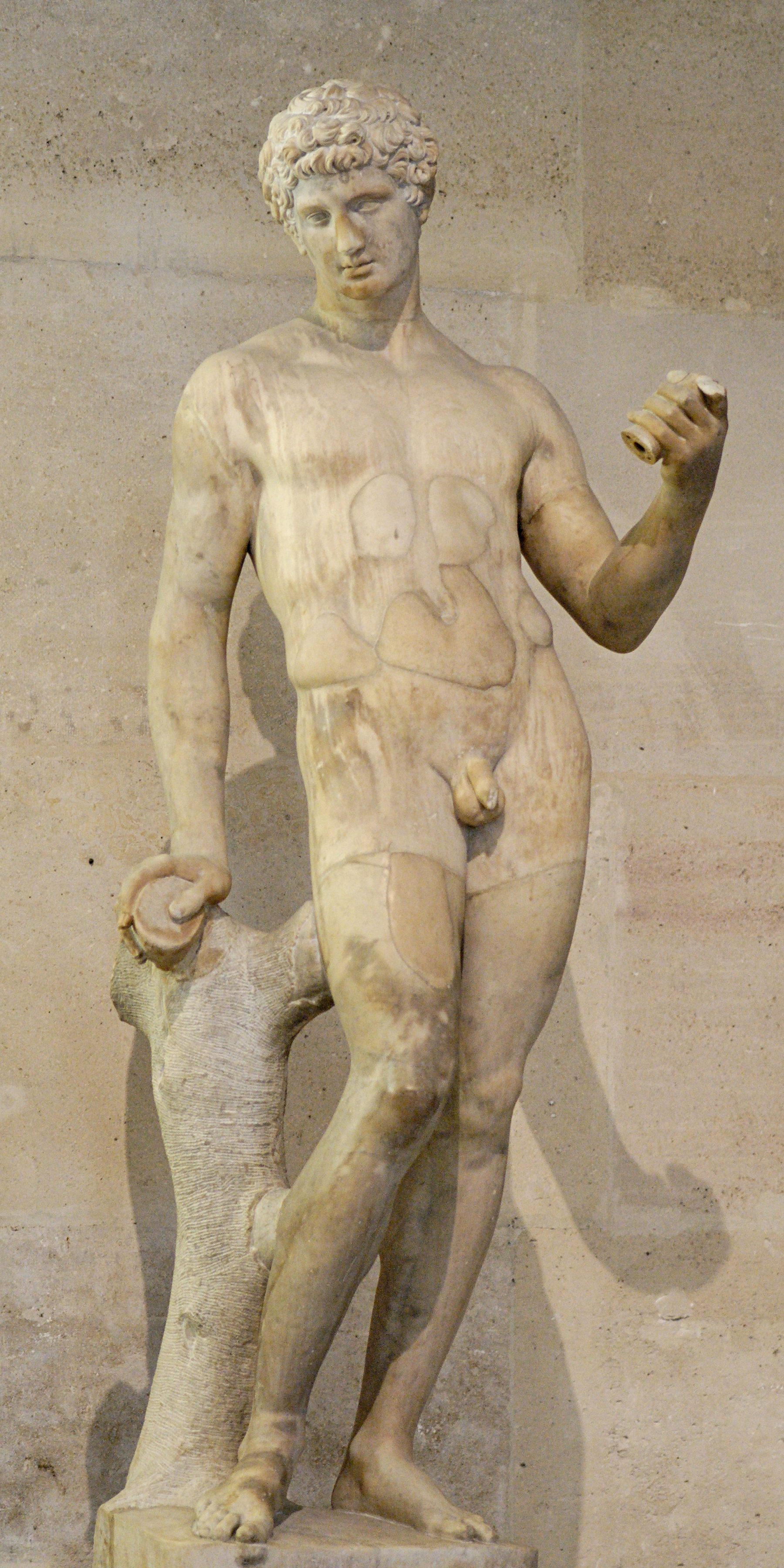
플랑드르의 조각가인 프랑수아 뒤케누아가 제작한 아도니스 조각상

아도니스(그리스어: Ἄδωνις, Adonis)는 그리스 신화에 나오는 청년 사냥꾼이다. 키니라스와 스미르나의 아들이다. 메소포타미아 신화의 탐무즈와 동일시된다.

## 신화
아프로디테는 아도니스의 연인이자 대모였다. 키프로스의 왕 키니라스에게는 누구든 한눈에 반하게 할 만한 미모를 가진 딸 뮈라가 있었다. 그녀의 어머니가 자신의 딸이 아프로디테보다 아름답다며, 딸의 미모를 찬양하였고 이에 분개한 아프로디테 여신이 뮈라에게 아버지를 사랑하도록 하는 저주를 내렸다. 키니라스는 이를 역겨워했지만 뮈라는 정체를 숨기고, 아버지와 동침한다. 그 결과, 뮈라는 아버지의 아이를 임신 하였고 키니라스는 곧 이 사실을 알게 됐다. 키니라스는 격노하여 칼을 들고 집 밖으로 뮈라를 쫓았다. 뮈라는 아버지로부터 도망다니면서 신에게 도움을 요청하였고, 신들은 그녀의 간청을 들어 그녀의 아버지가 그녀를 죽일 수 없도록 뮈라를 나무로 변신시켰다. 결국 키니라스는 그의 가족의 명예를 회복하는데 남은 생을 보냈다.
뮈라는 아도니스라는 사내 아이를 낳았다. 아프로디테는 뮈라의 나무 앞에 나타나 아도니스를 찾아냈고, 유아인 그를 불쌍히 여겼다. 그녀는 아도니스를 상자에 넣고 하데스에게 데려갔고 페르세포네는 그를 돌보았다. 아도니스는 눈에 띄게 잘생긴 젊은 남자로 자랐다. 아프로디테는 그를 되찾으려 지하세계로 내려갔다. 그러나 페르세포네는 아도니스를 돌려주길 거부했고 그와 함께 지하세계에서 지내고 싶었다. 두 여신은 다투기 시작했고 제우스에게 중재를 부탁했다. 제우스는 아도니스로 하여금 남은 인생의 3분의 1은 아프로디테와 지내고, 3분의 1은 페르세포네와 지하 세계에서, 나머지 3분의 1은 그가 원하는 사람과 보내도록 판결하였다. 물론 아도니스는 아프로디테를 선택하였다.
아도니스는 아프로디테와 지상에서의 삶을 시작하였다. 아프로디테는 사냥하는 것을 별로 좋아하지 않았지만 사냥하는 것을 매우 좋아하는 아도니스 곁에 있기 위하여 아도니스가 사냥을 하러갈 때마다 자신도 사냥에 동참했다. 그들은 깨어있는 모든 시간을 함께 보내었고 아프로디테는 그에게 도취해 있었다. 그러나 그녀의 불안감은 그녀가 방치해둔 의무로 인하여 점점 커져갔고 그녀는 잠시동안 그에게 떨어져 있게 되었다. 그녀가 떠나기전 그녀는 아도니스에게 공포를 모르는 동물은 공격하지 말라고 경고를 하였지만, 아도니스는 귀담아 듣지 않았다.
아프로디테가 떠나고 얼마 지나지 않아, 아도니스는 커다란 야생 멧돼지와 대면하였다. 그 멧돼지는 그가 여지껏 본 적 없는 엄청난 크기였고, 결국 아도니스는 그 멧돼지에게 물려 죽는데, 이 멧돼지는 아프로디테의 연인중 한 명이었던 아레스가 아프로디테의 총애를 받는 아도니스를 질투해서 변신한 것이라고 한다. 아프로디테는 아도니스가 멧돼지에게 물렸다는 소식을 듣자마자 달려왔지만, 이미 아도니스는 죽어있었고 그의 시신을 붙잡고 절규하였다고 한다. 이때 아도니스가 흘린 피에서 아네모네가 피어났다고하며, 아프로디테가 흘린 눈물에선 장미가 피어났다고 한다.
아도니스가 죽자 아도니스를 지하세계의 왕비인 페르세포네가 독점하게 되자 이에 아프로디테가 반발하며, 두 여신은 다시 싸우게 된다. 이에 다시 제우스가 두 여신을 중재해 6개월은 아프로디테와 보내며, 나머지 6개월은 페르세포네와 보내게 된다.

## 같이 보기
- 오비디우스
- 가이우스 율리우스 히기누스
- 비블리오테케
- 루키아노스